# Annette Klein
Annette Klein (ur. 15 marca 1962 we Frankfurcie nad Menem) – niemiecka dyplomatka i urzędniczka konsularna.
Zdała prawniczy egzamin państwowy (1986). Od 1987 zatrudniona w niemieckiej służbie zagranicznej, m.in. w charakterze referenta w MSZ w Bonn (1989–1990), referenta w stałym przedstawicielstwie przy ONZ w Nowym Jorku (1990–1992), pracownika konsulatu generalnego w Skopje (1993–1994), referenta w MSZ w Bonn (1994–1996), pracownika regionalnego centrum OBWE w Tuzli (1996–1997), referenta w ambasadzie w Meksyku (1997–2000), referenta/kierownika referatu w MSZ w Berlinie (2000–2005), pracownika ambasady w Kabulu (2005–2007), kier. wydziału w MSZ (2007–2010), słuchacza kursu języka polskiego (2010–2011), konsula generalnego w Gdańsku (2011–2014), Dżuddzie (2014–2016) i Miami (2016–2019), pełnomocnika ds. digitalizacji w MSZ w Berlinie (od 2019).

## Źródła zewnętrzne
- życiorys